# NGC 3697B
NGC 3697B је спирална галаксија у сазвежђу Лав која се налази на NGC листи објеката дубоког неба.
Деклинација објекта је + 20° 45' 0" а ректасцензија 11h 28m 58,5s. Привидна величина (магнитуда) објекта NGC 3697 износи 14,4 а фотографска магнитуда 15,2. NGC 3697B је још познат и под ознакама MCG 4-27-45, CGCG 126-64, HCG 53C, MK 1296, PGC 35355.